# Caspian Airlines-vlucht 7908
Caspian Airlines-vlucht 7908 vertrok op 15 juli 2009 uit de Iraanse hoofdstad Teheran met bestemming Jerevan in Armenië en stortte neer bij Qazvin in het noordwesten van Iran.
Alle 153 passagiers en 15 bemanningsleden kwamen om het leven. De dag na de crash werden de zwarte dozen gevonden.
Achtendertig van de 168 inzittenden, waaronder twee bemanningsleden, waren Iraniërs van Armeense afkomst. Ten minste twee inzittenden woonden in Armenië. Verder waren er twee Georgiërs en twee Canadezen aan boord, evenals twee Australiërs en twee Amerikanen. Beide Australiërs en beide Amerikanen hadden een dubbele nationaliteit.